# Плёсково
Плёсково, также пишется как Плесково — деревня в Струго-Красненском районе Псковской области России. Входит в состав сельского поселения «Новосельская волость».

## География
Находится на северо-востоке региона, в западной части района, в лесной местности вблизи р.
Пскова и д. Ивановщина. Произрастает ольха, берёза.
Уличная сеть не развита.

## История
Первое упоминание — 1862 г., как дер. Плёсково Лужского уезда.
В 1941—1944 гг. — в фашистской оккупации.
Согласно Закону Псковской области от 28 февраля 2005 года деревня Плёсково вошла в состав образованного муниципального образования Новосельская волость.

## Население
| 2001 | 2002 | 2010 | 2011 |
| ---- | ---- | ---- | ---- |
| 3    | →3   | ↘0   | ↗3   |

В 1862 г. — 8 хоз. и 75 жит., в 1911 г. — 68 жит., в 1926 г. — 5 хоз. и 35 жит. (хутора при дер. — 13 хоз. и 92 жит.); в 1948 г. — 9 хоз. и 28 жит., в 1958 г. — 4 хоз. и 11 жит., 1965 г. — 2 хоз. и 5 жит., в 1975 г. — 1 хоз. и 4 жит., в 2001 г. и
2008 г. — 3 жит., в 2010 г. — 2 жит., с 2011 г. — нет постоянных жителей; в 2013 г. и в 2014 г. — 1 пустующий дачный дом.

## Инфраструктура
В 1929-41, 1944-50 гг. вместе с дер. Ивановщина составляла колхоз «Большевик».
Почтовое отделение, обслуживающее д. Плёсково, — 181150; расположено в волостном центре д. Новоселье.

## Транспорт
Просёлочные дороги.